# دارل کلارک
دارل کلارک (انگلیسی: Darrell Clarke؛ زادهٔ ۱۶ دسامبر ۱۹۷۷) بازیکن فوتبال اهل بریتانیا است.
از باشگاه‌هایی که در آن بازی کرده‌است می‌توان به باشگاه فوتبال منزفیلد تاون، باشگاه فوتبال سالزبری سیتی، باشگاه فوتبال هارتل پول یونایتد، باشگاه فوتبال استوک‌پورت کانتی، باشگاه فوتبال روچدیل، و باشگاه فوتبال پورت ویل اشاره کرد.